# 北汉
北漢（951年2月24日－979年6月3日），由沙陀部建立，是中国五代十国時在今山西省北部、陕西省、河北省局部的政權，為十国之一。统治范围包括今山西北部、陕西、河北部分地区。为与后周抗衡，曾向辽朝请封，援后晋故事，自称侄皇帝。
951年，后汉被郭威所篡，改国号周，史称后周。郭威并废杀原本将被立为汉帝的後漢高祖劉知遠的养子，也是高祖之弟、鎮守晉陽的河东节度使刘崇的嫡长子刘赟。刘崇原本以为儿子将被拥立为帝而按兵不动，得知儿子死讯后遂在太原继位，繼承後漢，但国家疆域和地位已发生巨大变化，史学家将其定位为新政权或残余政权，为别于后汉和南方的南汉，史称北汉。又以所统治的山西古称河东，而被称为“东汉”（如欧阳修《新五代史·東漢世家》）。

## 历史

### 北汉建立
北汉的建立者，刘旻本是无赖，嗜酒好赌。后来跟随哥哥刘知远从兵，和他一路高升。刘知远称帝以后，让刘崇做太原尹、北京留守、同平章事。刘承祐繼位以后，加封他为中书令。后汉隐帝时期，刘崇和郭威不和，就暗中割据河东，以期之后有一搏之力。刘承祐被杀后，他打算南下征讨郭威，但后来听说朝廷选定自己的儿子刘赟为帝，心中大喜，并没有听从下属的建议，最终放弃了南下进取中原。但是刘赟被废，郭威自立为帝，建立了后周王朝。刘赟被废，让刘崇不再对郭威抱有任何幻想。公元951年正月十六，刘崇自称继承汉室皇位，在晋阳称帝，继续使用乾祐年号，而此时汉室仅仅具有十二州之地，和之前的后汉王朝已经完全不同，历史上都把北汉当做是独立国家来看待，史称北汉。刘崇任命郑珙、赵华为同平章事，次子刘承钧为侍卫军都指挥史，兼任太原尹。

### 联辽抗周
刘崇也想仿照后晋的故事，向辽主求援。耶律阮得到了北汉的求援信，自然看得高兴，发兵到边境声援北汉，刘崇见得到了辽国的帮助，任命皇子刘承钧为主将，统兵万余人，分兵五路，向晋州而来。晋州节度使王晏见到了北汉的大军来攻打，并没有投降，而是闭门不战，而且装作是一副兵戎混乱的样子。刘承钧见到晋州城上旌旗不整，便非常轻敌，料定晋州必然攻克，于是就下令让士兵上云梯开始攻城，结果中了埋伏，在毫无防备之下北汉的军队损失惨重。刘承钧见此状便鸣金收兵，王晏带兵杀出，追击汉军。最终刘承钧死里逃生，但是北汉军死伤了千余人，手下的大将安元宝也被晋州兵掠去归降了晋州。刘承钧打算转而攻打隰州泄愤，结果被周军提早知道了动向，来到隰州的路上，走到长寿村，中了隰州步军节度使孙继业在此的埋伏，隰州军捉住了北汉的将领程筠，直接斩首，并挂在军前示威。孙继业退了隰州城内，刘承钧含怒追击到城下。隰州刺史许迁亲自登城督战，刘承钧久攻不下，反而折损了好多人马。刘承钧无奈，只好带兵北回。
刘崇接到了败报，连忙派人到辽国，乞求辽国发兵增援。辽国想坐山观虎斗，渔翁得利，并没有直接选择出兵。刘崇更加焦急，带着宰相郑珙带着国书和金银，再次请求见辽主。国书上，刘崇自称是侄皇帝，请求叔皇帝发兵增援自己，并承诺每年给辽国岁币十万贯。辽主看到了国书欣喜，决定发兵增援北汉。
辽天禄五年（951年）9月，耶律阮带兵南下时候遭遇政变被杀，之后耶律述律被众人推举为辽主。耶律述律本来不想帮助北汉，但在北汉的不断请求下才派遣萧禹厥带兵五万到了北汉，最终和刘崇亲自带领的两万北汉军合兵一处，于当年十月，出阴地关，再次攻打晋州。而此时之前抗击的王晏和徐州节度使王彦超对调驻地，王彦超还在赶来晋州的路上，此时的晋州城群龙无首。但是晋州巡检使王万敢，和史彦超、何徽等人商议后，决议坚决抵挡北汉契丹联军。刘崇下令，三面围攻晋州城，日夜不休，晋州守军多面抵御，另外派人到汴梁求援。郭威让枢密使王峻为主帅，带兵增援晋州。
但王峻出发到了陕州就停了下来，他以逸待劳，等他们气势稍弱，然后出兵，可以一战而下。公元951年十二月，天气越来越寒冷，还要不断地下着雨雪，王峻趁机下令各兵急速进发，并且派遣药元福出兵占据了晋州城南要地蒙坑。此时汉辽联军围攻了晋州一个多月，并没有攻下晋州。眼看着粮草就要耗尽，加上大雪连天，就有了退兵之意，又听说王峻已经占领了蒙坑，就烧掉了大营，退回了北汉。在后周援兵的追击下，联军已无斗志，纷纷逃亡，阵亡者中有三四成竟是因踩踏和坠崖而死。辽兵回到了晋阳，盘点人数，发现辽军少了四成，退回了辽地。北汉军队也是损兵折将，加上辽朝的援兵已经离去，就只好打消了南侵的想法。北汉此次南征，不仅损兵折将，把国库消耗得一干二净，而且因为不断地增加赋税，北汉境内民不聊生，很多百姓都逃到了周国的境内。

### 高平之战
后周显德元年（954年），后周世宗柴荣继位后不久北汉就和以耶律敌禄为主将的辽国联兵南下，打算乘后周内部还不稳定时予以打击。辽派武定节度使、政事令杨衮率领万余骑兵和北汉会师晋阳，刘崇亲自统帅三万人马，和契丹合兵南下。后周昭宁节度使李筠派部将穆令均率领两千人马迎击北汉军队，自己率领主力在后面扎营。北汉前锋都指挥使武宁节度使张元徽设下埋伏，自己佯败诱敌。结果穆令均中伏被杀，后周军队损失惨重。
柴荣决心亲征，于是从大梁统帅禁军出发。刘崇不知道柴荣敢亲自出征，他看潞州城坚固，一时难以攻取，就越过潞州不攻，南攻泽州(今晋城)，直取大梁。北汉兵的前锋与后周军在泽州高平县以南相遇，被周军击退。柴荣怕北汉军撤退，加紧前进。刘崇在巴公原排开阵势准备迎击。自己亲自率领中军，张元徽率军在东，杨衮率契丹骑兵在西，军容极盛。
赵匡胤当时还是后周禁军将领，他先招呼同伴向前冲锋，又请张永德率军从左翼出击，自己率军从右翼出击。张永德同意，两人各率领两千人马随周世宗出击。赵匡胤身先士卒，迎敌血战，主将奋勇，士卒更是拼死力战，无不以一当百，北汉兵抵挡不住。北汉骁将张元徽被阵斩，汉军士气低落，后周军乘着越来越大的南风猛烈进攻，北汉军大败。虽然刘崇亲自挥旗激励将士，但是也制止不住北汉军的溃败。后周军一路追杀到高平，北汉兵的尸体遍布山谷，丢弃的军资器械到处都是，另有数千北汉兵投降。刘崇仅率领百余骑兵狼狈脱逃，后周军大获全胜。

### 几近灭国
高平胜利后，柴荣并没有班师回朝，而是让部下继续讨伐北汉以希望扩大战果。他派遣西路的王彦超出阴地关围攻汾州，汾州守将董希颜坚守不降，后实在坚持不住投降了后周。后王彦超攻下了石州，和符彦卿合兵一处围攻晋阳城。柴荣另外派兵攻打辽州和沁州，二城的守兵没怎么抵抗，先后投降。柴荣于是带着刘词、白重赞从潞州出发，也向晋阳而来。晋阳城中，刘崇在高平之战大败后，赶紧招兵买马、修筑城墙，向辽国求援。后岚州也已归降，柴荣来到北汉境内，河东百姓夹道欢迎， 箪食壶浆迎接周军，哭诉抱怨北汉的苛政，生活百般艰难，表示愿意贡献军需，只希望周国早日灭掉北汉，这让柴荣就有了趁此次就灭掉北汉的想法 。
柴荣不听部下粮草准备不足的理由，不肯退兵，符彦卿对柴荣说：“晋阳城池坚固，我军难以拿下，我军远道而来，粮草欠缺，况且听说辽兵也快到了，还请陛下三思，谨慎行军”。此时的晋阳城下，聚集了大量的周军，周军中难免有些不守军纪，乘乱掠夺百姓，这让北汉的百姓对周军也很失望，这让北汉百姓增强了坚守晋阳的决心。柴荣知道后，严令各军停止抢掠，并下诏安民。为了稳定军心，他让泽州、潞州、隰州、晋州等地加派民夫运粮，并且让李谷来到前线，负责运粮军需，以确保周军供需，这让军士掠夺百姓的现象减轻了不少。周军本没有发兵攻打代州，代州节度使郑处谦也打算投降后周，退回到代州的耶律敌禄察觉后想设计杀他，但反而被他先发制人，於是自己逃回了辽国，郑处谦献城归降后周，北汉和辽国的通道被割断。柴荣见忻州孤立，派遣符彦卿派兵攻打，结果忻州监军李勍杀了刺史归降了后周。此时北汉境内，就剩下了晋阳一城未被周军攻克。
耶律敌禄逃回了辽国之后，辽主把他关押了起来，另外派人去攻打被后周占领的忻州和代州。而此时，代州的桑珪和郑处谦不合，杀了他并代替他为北周镇守代州，符彦卿担心桑珪不可靠，请求柴荣增援以防代州有变。于是柴荣派遣李筠和张永德带兵三千去了支援符彦卿。辽军中有些散兵游骑，绕过了代州，来到了忻州城下，符彦卿手下的猛将史彦超见辽军不多，轻敌冒进，却寡不敌众，被耶律挞烈所杀。柴荣猛攻晋阳但是无法攻克，加上补给困难，有了退兵的想法，后见到辽兵援军将至，加上损失了一员大将，所以决定班师回朝，柴荣让药元福负责退兵之事。药元福步步为营，让各兵依次前行，自己亲自带兵断后，来不及运走的粮草也悉数烧毁，刘崇见周兵退去，就带兵追杀。结果药元福早有准备，反杀了汉军千余人，吓得北汉兵不敢再追，只能眼睁睁地看周军撤走。之前的北汉被后周攻陷的各州县，见到周军撤走，也都弃城而逃，各州县又悉数归属北汉，柴荣的这次北伐最终无功而返。
后周兵退后刘崇去世，葬在交城北山，庙号世祖，子刘承钧继立，改名刘钧，奉辽帝为父皇帝。公元958年，柴荣南征南唐，数次征伐终于拿下了江北十四州。刘均趁后周南下朝中空虚，和辽国联合南下攻打周国，并且在此时隰州守将病死，隰州城内无主的时候，在此南下侵扰隰州。结果隰州的监军李谦溥让人修缮城防，严备兵甲以迎接北汉来犯。等到北汉包围隰州时，北汉看见李谦溥表现很淡定，不敢贸然进军。后来李谦溥派死士趁夜攻入北汉的营寨，北汉军猝不及防，被周军偷袭成功。北汉军仓皇而逃，李谦溥打开城门，追击北汉军，斩首千余人。柴荣又派李筠和杨廷璋出兵北伐北汉，李筠进攻石会关，连下北汉六座大寨。杨廷璋派遣李谦溥夺下了孝义县城。刘均见周军进攻，连忙向辽国求援。辽主派遣萧思温带兵协助北汉，萧思温也是畏首畏尾，不敢带大军南下，只是在边境上骚扰北周。于是柴荣出兵攻打辽国，夺下了被辽国占领的莫州、瀛州、易州。柴荣班师回京，临走前部署李重进出土门攻击北汉，以报复北汉在后方骚扰周军的行动。

### 宋灭北汉
陈桥兵变后，据守在潞州的昭义军节度使李筠不满赵匡胤代周建宋，虽然他被赵匡胤安抚，并且被加封为中书令，但是他一直想要高举义旗，反攻汴梁。刘钧知道了他有反抗宋廷的想法，便暗中让人送了一封蜡书给李筠，约他一起事，李筠欣然同意，后不顾其子的劝阻起兵。后来刘钧得到了李筠的求援消息，本来想请求辽国一起出兵，但是此时辽国并没有准备战事。在李筠不断的请求下，刘钧只好集结了北汉的军队，亲自来支援潞州。他走到了太平驿，见到李筠已经当面迎驾，刘钧授予李筠为平西王，赐予了他很高的待遇。但是李筠见到刘钧仪仗队和卫队人数少，而且懦弱，心里面很后悔与北汉结盟，又告诉别人说自己深受后周的恩惠才起兵反宋。但北汉和后周世仇，刘钧对李筠的这些话很不高兴。李筠即将回到潞州，刘均派遣宣徽使卢赞作为李筠的监军官。但李筠不满这样的安排，和卢赞之间有矛盾，刘钧于是派遣卫融到军营中调解。后来李筠败亡，北汉的首次对宋战争也以失败告终，还折损了卫融、卢赞两个肱股之臣。之后痛定思痛的刘均更加重用像曾经规劝自己的赵华一样儒学之人，其中就包括郭无为。
赵匡胤之前定下了先南后北的策略，一开始并没有大举北伐，之后平定了南方，才着手计划讨伐北汉的战事。960年九月，宋朝昭义军节度使李继勋带兵骚扰北汉边境，俘获了大量的财物。961年冬，李继勋又击败了北汉军，斩杀百余人。之后刘钧反过来攻击晋州和潞州，但是被当地守将击退。赵匡胤诏令河东百姓，凡是愿意逃离北汉来宋国居住的百姓，给钱给粮给地。北汉百姓生活凄惨，听到赵匡胤的消息后，纷纷逃离原籍，来到邢州、洺州等地居住，导致北汉的根基彻底被动摇。
963年4月，王全斌派兵攻打北汉的乐平，刘钧让侍卫军与辽国援兵一起救援，但是被王全斌三次击败，最后北汉还是丢了乐平，乐平的守军一千八百多人投降了宋军。964年二月，李继勋攻打辽州，北汉军队再次大败，辽州刺史杜延韬带兵三千归降，赵匡胤下诏厚赏杜延韬。宋朝的这招招降纳叛起到了很大作用，一时间北汉的守将归降的风气开始蔚然成风。之后赵匡胤派遣刘光驻守潞州，刘钧到死再也没有南侵过。
天会十二年（968年）七月，宋军压境，辽国对北汉的支持也越来越少，还不断地指责他。刘钧因为国势日窘忧愤而死，刘钧的外甥刘继恩即位。同年九月，刘继恩被侯霸荣杀死，刘钧另一个养子刘继元当了北汉皇帝。
北宋太平兴国四年、北汉广运六年（979年），宋太宗赵光义率军亲征北汉。宋军先击溃支援北汉的辽军，而后猛攻太原，北汉皇帝刘继元被迫投降，北汉至此灭亡，细节请参考宋灭北汉之战。
宋太宗深感晋阳自古为帝王龙兴之地或割据势力反抗中央政权的巢穴，传为“龙脉”，而晋阳城地形险要，城高池深，易守难攻，百姓习于戎马，人性劲悍，难以掌控，宋太宗惧怕此地再出割据政权危害北宋，同时愤恨于晋阳城军民的长期顽强抵抗，称此地“盛则后服，衰则先叛”，遂以开封太原星宿不合为借口诏毁晋阳，先迁城中士绅富户在开封洛阳，又火烧城市，城中老幼被烧死或逃跑被踩踏致死者不计其数，并征伐数万人削平晋阳北部的系舟山山头，曰“拔龙角”，并下令决汾水、晋水冲灌晋阳城废墟，禁止任何人在当地居住，彻底将晋阳摧毁。

## 君主

### 君主列表
| 肖像 | 庙号 | 谥号     | 名讳                                      | 在世时间     | 在位时间     | 年号及使用时间 | 年号及使用时间 | 陵寝 |
| ---- | ---- | -------- | ----------------------------------------- | ------------ | ------------ | -------------- | -------------- | ---- |
| －   | 世祖 | 神武皇帝 | 劉旻 （原名崇）                           | 895年－954年 | 951年－954年 | 祐             | 951年－954年   | －   |
| －   | 睿宗 | 孝和皇帝 | 刘钧 （原名承钧）                         | 926年－968年 | 954年－968年 | 祐             | 954年－957年   | －   |
| －   | 睿宗 | 孝和皇帝 | 刘钧 （原名承钧）                         | 926年－968年 | 954年－968年 | 天会           | 957年－968年   | －   |
| －   | －   | －       | 刘继恩                                    | ？－968年    | 968年        | 天会           | 968年          | －   |
| －   | －   | －       | 刘继元 （北宋降封彭城郡公，追封彭城郡王） | ？－992年    | 968年－979年 | 天会           | 968年－974年   | －   |
| －   | －   | －       | 刘继元 （北宋降封彭城郡公，追封彭城郡王） | ？－992年    | 968年－979年 | 广运           | 974年－979年   | －   |

### 君主世系图
|                          |                          |                          |                          |                          |                          |                          |                          |                          |                          |                          |                          |                      |                      |  |  |                        |                        |                        |                        |                        |                        | 过继 |  |      |      |      |      |                        |                        |                        |                        |                        |                        |      |      |                              |                              |                              |                              |                              |                              |      |      |      |      |  |  |  |  |
|                          |                          |                          |                          |                          |                          |                          |                          | 汉显祖劉琠               |                          |                          |                          |                      |                      |  |  |                        |                        |                        |                        |                        |                        |      |  |      |      |      |      |                        |                        |                        |                        |                        |                        |      |      |                              |                              |                              |                              |                              |                              |      |      |      |      |  |  |  |  |
|                          |                          |                          |                          |                          |                          |                          |                          |                          |                          |                          |                          |                      |                      |  |  |                        |                        |                        |                        |                        |                        |      |  |      |      |      |      |                        |                        |                        |                        |                        |                        |      |      |                              |                              |                              |                              |                              |                              |      |      |      |      |  |  |  |  |
|                          |                          |                          |                          |                          |                          |                          |                          |                          |                          |                          |                          |                      |                      |  |  |                        |                        |                        |                        |                        |                        |      |  |      |      |      |      |                        |                        |                        |                        |                        |                        |      |      |                              |                              |                              |                              |                              |                              |      |      |      |      |  |  |  |  |
| 后汉                     | 后汉                     | 后汉                     | 后汉                     | 后汉                     | 后汉                     |                          |                          |                          |                          |                          |                          |                      |                      |  |  | 北汉                   | 北汉                   | 北汉                   | 北汉                   | 北汉                   | 北汉                   |      |  |      |      |      |      |                        |                        |                        |                        |                        |                        |      |      |                              |                              |                              |                              |                              |                              |      |      |      |      |  |  |  |  |
| 后汉                     | 后汉                     | 后汉                     | 后汉                     | 后汉                     | 后汉                     | 汉高祖劉知遠 895-947-948 | 汉高祖劉知遠 895-947-948 | 汉高祖劉知遠 895-947-948 | 汉高祖劉知遠 895-947-948 | 汉高祖劉知遠 895-947-948 | 汉高祖劉知遠 895-947-948 |                      |                      |  |  | 北汉                   | 北汉                   | 北汉                   | 北汉                   | 北汉                   | 北汉                   |      |  |      |      |      |      | 汉世祖劉旻 895-951-954 | 汉世祖劉旻 895-951-954 | 汉世祖劉旻 895-951-954 | 汉世祖劉旻 895-951-954 | 汉世祖劉旻 895-951-954 | 汉世祖劉旻 895-951-954 |      |      |                              |                              |                              |                              |                              |                              |      |      |      |      |  |  |  |  |
|                          |                          |                          |                          |                          |                          | 汉高祖劉知遠 895-947-948 | 汉高祖劉知遠 895-947-948 | 汉高祖劉知遠 895-947-948 | 汉高祖劉知遠 895-947-948 | 汉高祖劉知遠 895-947-948 | 汉高祖劉知遠 895-947-948 |                      |                      |  |  |                        |                        |                        |                        |                        |                        |      |  |      |      |      |      | 汉世祖劉旻 895-951-954 | 汉世祖劉旻 895-951-954 | 汉世祖劉旻 895-951-954 | 汉世祖劉旻 895-951-954 | 汉世祖劉旻 895-951-954 | 汉世祖劉旻 895-951-954 |      |      |                              |                              |                              |                              |                              |                              |      |      |      |      |  |  |  |  |
|                          |                          |                          |                          |                          |                          |                          |                          |                          |                          |                          |                          |                      |                      |  |  |                        |                        |                        |                        |                        |                        |      |  |      |      |      |      |                        |                        |                        |                        |                        |                        |      |      |                              |                              |                              |                              |                              |                              |      |      |      |      |  |  |  |  |
| 汉隐帝刘承祐 929-948-950 | 汉隐帝刘承祐 929-948-950 | 汉隐帝刘承祐 929-948-950 | 汉隐帝刘承祐 929-948-950 | 汉隐帝刘承祐 929-948-950 | 汉隐帝刘承祐 929-948-950 |                          |                          | 湘陰公劉贇 ?-950-951     | 湘陰公劉贇 ?-950-951     | 湘陰公劉贇 ?-950-951     | 湘陰公劉贇 ?-950-951     | 湘陰公劉贇 ?-950-951 | 湘陰公劉贇 ?-950-951 |  |  | 汉睿宗刘钧 926-954-968 | 汉睿宗刘钧 926-954-968 | 汉睿宗刘钧 926-954-968 | 汉睿宗刘钧 926-954-968 | 汉睿宗刘钧 926-954-968 | 汉睿宗刘钧 926-954-968 |      |  | 薛钊 | 薛钊 | 薛钊 | 薛钊 | 薛钊                   | 薛钊                   |                        |                        | 劉氏                   | 劉氏                   | 劉氏 | 劉氏 | 劉氏                         | 劉氏                         |                              |                              | 何某                         | 何某                         | 何某 | 何某 | 何某 | 何某 |  |  |  |  |
| 汉隐帝刘承祐 929-948-950 | 汉隐帝刘承祐 929-948-950 | 汉隐帝刘承祐 929-948-950 | 汉隐帝刘承祐 929-948-950 | 汉隐帝刘承祐 929-948-950 | 汉隐帝刘承祐 929-948-950 |                          |                          | 湘陰公劉贇 ?-950-951     | 湘陰公劉贇 ?-950-951     | 湘陰公劉贇 ?-950-951     | 湘陰公劉贇 ?-950-951     | 湘陰公劉贇 ?-950-951 | 湘陰公劉贇 ?-950-951 |  |  | 汉睿宗刘钧 926-954-968 | 汉睿宗刘钧 926-954-968 | 汉睿宗刘钧 926-954-968 | 汉睿宗刘钧 926-954-968 | 汉睿宗刘钧 926-954-968 | 汉睿宗刘钧 926-954-968 |      |  | 薛钊 | 薛钊 | 薛钊 | 薛钊 | 薛钊                   | 薛钊                   |                        |                        | 劉氏                   | 劉氏                   | 劉氏 | 劉氏 | 劉氏                         | 劉氏                         |                              |                              | 何某                         | 何某                         | 何某 | 何某 | 何某 | 何某 |  |  |  |  |
|                          |                          |                          |                          |                          |                          |                          |                          |                          |                          |                          |                          |                      |                      |  |  |                        |                        |                        |                        |                        |                        |      |  |      |      |      |      |                        |                        |                        |                        |                        |                        |      |      |                              |                              |                              |                              |                              |                              |      |      |      |      |  |  |  |  |
|                          |                          |                          |                          |                          |                          |                          |                          |                          |                          |                          |                          |                      |                      |  |  |                        |                        |                        |                        |                        |                        |      |  |      |      |      |      |                        |                        |                        |                        |                        |                        |      |      |                              |                              |                              |                              |                              |                              |      |      |      |      |  |  |  |  |
|                          |                          |                          |                          |                          |                          |                          |                          |                          |                          |                          |                          |                      |                      |  |  |                        |                        |                        |                        |                        |                        |      |  |      |      |      |      | 汉少主劉繼恩 ?-968     | 汉少主劉繼恩 ?-968     | 汉少主劉繼恩 ?-968     | 汉少主劉繼恩 ?-968     | 汉少主劉繼恩 ?-968     | 汉少主劉繼恩 ?-968     |      |      | 汉英武帝劉繼元 ?-968-979-992 | 汉英武帝劉繼元 ?-968-979-992 | 汉英武帝劉繼元 ?-968-979-992 | 汉英武帝劉繼元 ?-968-979-992 | 汉英武帝劉繼元 ?-968-979-992 | 汉英武帝劉繼元 ?-968-979-992 |      |      |      |      |  |  |  |  |

## 延伸阅读
[在维基数据编辑]
 《新五代史/卷70》，出自歐陽修《新五代史》
 《宋史·卷482》，出自脱脱《宋史》